# Relațiile externe ale Uniunii Sovietice

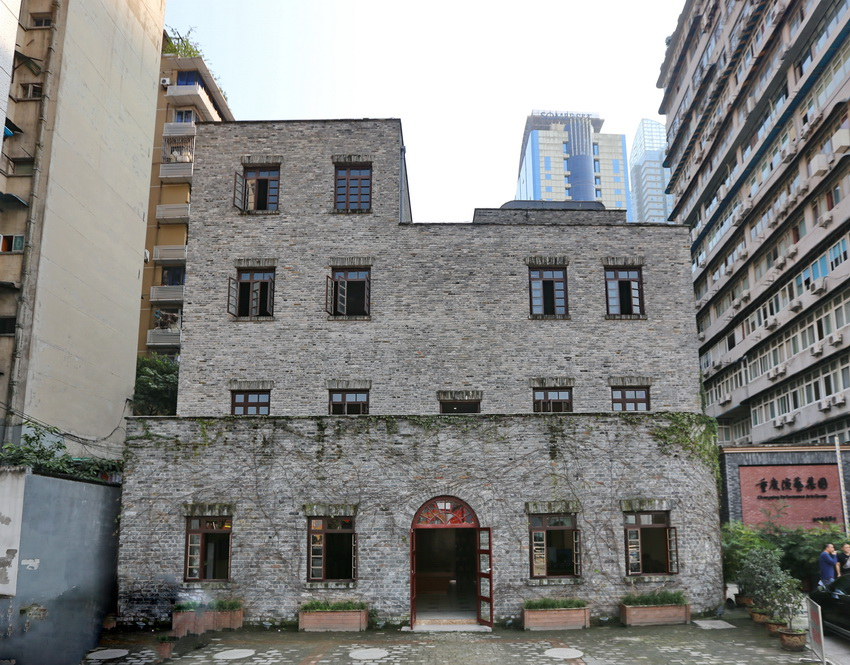
Biroul atașatului militar al Ambasadei Uniunii Sovietice din Chongqing

După Revoluția Rusă, în care bolșevicii au preluat puterea în părți din Imperiul Rus aflat în colaps în 1918, aceștia s-au confruntat cu mari greutăți împotriva Imperiului German și, în cele din urmă, au negociat condiții pentru a se retrage din Primul Război Mondial. Au intrat apoi în război împotriva mișcării Albe, a mișcărilor pro-independență din Războiul Civil Rus, a țăranilor rebeli, a foștilor susținători, a anarhiștilor și a intervenționiștilor străini în amarul război civil. Au înființat Uniunea Sovietică în 1922 cu Vladimir Lenin la conducere. La început, a fost tratat ca un stat paria, nerecunoscut din cauza repudierii datoriilor țariste și a amenințărilor de a distruge capitalismul acasă și în întreaga lume. Până în 1922, Moscova a renunțat oficial la obiectivul revoluției mondiale și a căutat recunoașterea diplomatică și relații comerciale prietenoase cu lumea capitalistă, începând cu Marea Britanie și Germania. În cele din urmă, în 1933, Statele Unite i-au dat recunoașterea. Ajutorul comercial și tehnic din Germania și Statele Unite a sosit la sfârșitul anilor 1920. După moartea lui Lenin în 1924, Iosif Stalin a devenit lider. El a transformat țara în anii 1930 într-o putere industrială și militară. S-a opus cu fermitate Germaniei naziste până în august 1939, când a ajuns dintr-o dată în relații amicale cu Berlinul în Pactul Molotov-Ribbentrop. Moscova și Berlinul prin acord au invadat și au împărțit Polonia și statele baltice. Stalin a ignorat avertismentele repetate că Hitler plănuia să-i invadeze. A fost surprins în iunie 1941, când Germania nazistă a invadat Uniunea Sovietică. Forțele sovietice aproape s-au prăbușit când germanii au ajuns la periferia Leningradului și Moscovei. Cu toate acestea, Uniunea Sovietică s-a dovedit suficient de puternică pentru a învinge Germania nazistă, cu ajutorul aliaților săi cheie din cel de-al doilea război mondial, Marea Britanie și Statele Unite. Armata sovietică a ocupat cea mai mare parte a Europei de Est (cu excepția Iugoslaviei) și a controlat din ce în ce mai mult guvernele.
În 1945, URSS a devenit unul dintre cei cinci membri permanenți ai Consiliului de Securitate al Națiunilor Unite, împreună cu Statele Unite, Marea Britanie, Franța și China, dându-i dreptul de a se opune oricărei rezoluții ale Consiliului de Securitate. Până în 1947, furia americană și europeană față de ocupația militară sovietică a statelor est-europene a dus la un Război Rece, Europa de Vest fiind reconstruită economic cu ajutorul Planului Marshall de la Washington. Opoziția față de pericolul expansiunii sovietice a stat la baza alianței militare NATO în 1949. Nu a existat un război real, dar Războiul Rece a fost purtat diplomatic și politic în întreaga lume de către blocurile sovietice și de către NATO.
Kremlinul controla statele satelit pe care le-a stabilit în părțile Europei de Est - pe care armata sa o ocupase în 1945. După eliminarea oricărei opoziții și epurarea conducerii, le-a legat de Uniunea Sovietică din punct de vedere economic prin CAER și mai târziu de armată prin Pactul de la Varșovia. În 1948, relațiile cu Iugoslavia s-au dezintegrat din cauza neîncrederii reciproce dintre Stalin și Tito. O despărțire similară a avut loc cu Albania în 1955. La fel ca Iugoslavia și Albania, China nu a fost niciodată controlată de armata sovietică. Kremlinul a oscilat între cele două facțiuni care luptau în războiul civil chinez, dar în cele din urmă l-a susținut pe câștigător, pe Mao Zedong. Stalin și Mao au sprijinit Coreea de Nord în invazia acesteia în Coreea de Sud în 1950. Dar Statele Unite și Națiunile Unite au mobilizat contraforța în războiul din Coreea (1950–1953). Moscova a oferit sprijin aerian, dar nu trupe terestre; China și-a trimis marea sa armată care în cele din urmă a blocat războiul. Până în 1960, dezacordurile dintre Beijing și Moscova scăpaseră de sub control, iar cele două națiuni au devenit dușmani înverșunați în lupta pentru controlul activităților comuniste la nivel mondial.
Tensiunile dintre Uniunea Sovietică și Statele Unite au atins un nivel maxim în timpul crizei rachetelor din Cuba din 1962, în care rachetele sovietice au fost plasate pe insula Cuba, în raza de acțiune a teritoriului SUA. Acest lucru a fost privit retrospectiv ca fiind cel mai aproape punct de un război nuclear. După soluționarea crizei, relațiile cu Statele Unite s-au relaxat treptat până în anii 1970, atingând un grad de destindere, deoarece atât Moscova, cât și Beijingul au căutat favorul americanilor.
În 1979, un guvern comunist a fost instalat de URSS în Afganistan, dar a suferit presiuni grele și a cerut ajutor militar de la Moscova. Armata sovietică a intervenit pentru a sprijini regimul, dar s-a trezit într-o confruntare majoră. Președinția lui Ronald Reagan în Statele Unite a fost marcată de opoziția față de Uniunea Sovietică și și-a mobilizat aliații pentru a sprijini războiul de gherilă împotriva sovieticilor din Afganistan. Scopul a fost de a crea ceva asemănător cu Războiul din Vietnam, care să secătuiască forțele și moralul sovietic. Când Mihail Gorbaciov a devenit liderul Uniunii Sovietice în 1985, el a căutat să restructureze Uniunea Sovietică pentru a se asemăna cu modelul scandinav al social-democrației occidentale și astfel să creeze o economie cu sector privat. El a retras trupele sovietice din Afganistan în 1989 și a început o abordare mai retrasă în relațiile URSS cu sateliții săi din Europa de Est. Acest lucru a fost bine primit de Statele Unite, dar a dus la separarea sateliților est-europeni în 1989 și la prăbușirea finală și dizolvarea URSS în 1991. Noua Rusie, sub conducerea lui Boris Elțîn, a succedat Uniunii Sovietice.
Ministerul Afacerilor Externe din Uniunea Sovietică a implementat politicile externe stabilite de Stalin și, după moartea acestuia - de către Biroul Politic. Andrei Gromîko a fost ministru al Afacerilor Externe timp de aproape treizeci de ani (1957–1985), fiind cel mai longeviv ministru de externe din lume.

## Țările cu care avea URSS relații externe
În primul rând URSS avea relații foarte bune cu statele sale satelit. Acestea sunt:
- Polonia
- Cehoslovacia
- România
- Bulgaria
- Albania
- Republica Democrată Germană
- Mongolia
- Ungaria
- Iugoslavia (până în 1955)

În al doilea rând URSS avea relații foarte bune cu celelalte state comuniste sau socialiste:
- Coreea de Nord
- Vietnamul de Nord (din 1975, Vietnam)
- China
- Benin
- Republica Congo
- Madagascar
- Mozambic
- Laos (Patat Lao)
- Cambodgia (khmerii roșii)
- Afganistan (după războiul afgano-sovietic)
- Cuba
- Yemenul de Sud
- Egipt
- Siria
- Angola
- Etiopia